# Villetrun
Villetrun – miejscowość i gmina we Francji, w Regionie Centralnym, w departamencie Loir-et-Cher.
Według danych na rok 1990 gminę zamieszkiwały 274 osoby, a gęstość zaludnienia wynosiła 40 osób/km² (wśród 1842 gmin Regionu Centralnego Villetrun plasuje się na 867. miejscu pod względem liczby ludności, natomiast pod względem powierzchni na miejscu 1292.).